# Восход (Чечня)
Восход (рос. Восход) — селище у Шелковському районі Чечні Російської Федерації.
Населення становить 206 осіб. Входить до складу муніципального утворення Сари-Суйське сільське поселення.

## Історія
Згідно із законом від 14 липня 2008 року органом місцевого самоврядування є Сари-Суйське сільське поселення.

## Населення
| 2010 |
| ---- |
| 206  |